# Love, Janis
Love, Janis es un espectáculo musical sobre la vida y la música de la cantante de rock and roll Janis Joplin. Fue concebido, adaptado y dirigido por Randal Myler (conocido por Hank Williams: Lost Highway y It Ain't Nothin' But The Blues). Debutó Off-Broadway en 2001 en el Village Theater (anteriormente el famoso Village Gate) con la dirección musical de Sam Andrew, exmiembro de Big Brother And The Holding Company. El espectáculo tuvo una exitosa y prolongada presentación, con más de 700 funciones.

## Producciones
Love, Janis fue inicialmente producido por Denver Center Theater Company en mayo de 1994, escrito y dirigido por Randal Myler. En escena, Janis fue interpretada por Laura Theodore, mientras que Catherine Curtin (conocida por Stranger Things y Orange Is The New Black) interpretó a la Janis privada.
Love, Janis se presentó en el Zachary Scott Theatre Center en Austin, Texas, de agosto a octubre de 1997. Dirigido por Randal Myler, Andra Mitrovich interpretó a Janis como la cantante apasionada y Catherine Curtin retrató a la mujer privada. El musical también se presentó en el Bay Street Theatre en Sag Harbor, Nueva York, en 2000, así como en el Cleveland Play House en 1999 y en el Royal George Theatre en Chicago en 1999, donde Catherine Curtin recibió una nominación al Premio Jeff a la «Mejor Actriz».
Love, Janis se estrenó Off-Broadway en el Village Theatre de la ciudad de Nueva York el 10 de abril de 2001 y cerró el 5 de enero de 2003, después de más de 700 funciones. Dirigido por Randal Myler, Catherine Curtin protagonizó como Janis, con actuaciones alternas de Cathy Richardson y Andra Mitrovich (posteriormente se sumaron las cantantes Beth Hart, Laura Branigan, Orfeh y Sass Jordan). El diseño de producción estuvo a cargo de Jules Fisher y Peggy Eisenhauer, y los vestuarios fueron diseñados por Robert Blackman (Star Trek).

### Producciones regionales
Love, Janis tuvo muchas producciones regionales después de su presentación Off-Broadway. El musical se estrenó en la Costa Oeste en el San Diego Repertory Theatre en septiembre de 2001, dirigido por Randal Myler. Una producción se presentó en el Marines Memorial Theater en San Francisco, California, en julio de 2006, dirigida por Myler y con la dirección musical de Sam Andrew, exmiembro de Big Brother And The Holding Company. La producción de San Francisco incluyó la iluminación de Bill Ham, el hombre detrás de los espectáculos de luces psicodélicas en el Avalon Ballroom y otros lugares de San Francisco en la década de 1960.
Una producción se presentó en el Kansas City Repertory Theatre (Kansas City) en 2007, dirigida por Myler y con Kacee Clanton y Mary Bridget Davies alternándose en el papel de la cantante Janis. El musical se presentó en el Alley Theatre en Houston, Texas, a partir de enero de 2008, dirigido por Myler y protagonizado por Katrina Chester.

## Conceptos
Fue inspirado por el libro homónimo de gran éxito de ventas escrito por la hermana de Janis, Laura Joplin. Myler construyó el musical alrededor de las cartas que Laura Joplin le había proporcionado. El musical comienza en 1966, después de que Joplin hace autostop hasta San Francisco para unirse a Big Brother and the Holding Company, y termina con su muerte en 1970. Su viaje se narra con sus propias palabras; todo el texto hablado está citado de las cartas y entrevistas de Joplin.
Las presentaciones incluyen muchas de las canciones más famosas de Joplin, como «Piece of My Heart», «Get It While You Can», «Me and Bobby McGee», «Ball and Chain» y «Mercedes Benz». La dirección musical de la producción Off-Broadway estuvo a cargo de Sam Andrew, miembro fundador de Big Brother and the Holding Company. También se ha lanzado un álbum de la banda sonora, utilizando la música original y con las cartas leídas por Catherine Curtin.